# Eduardo Liendo

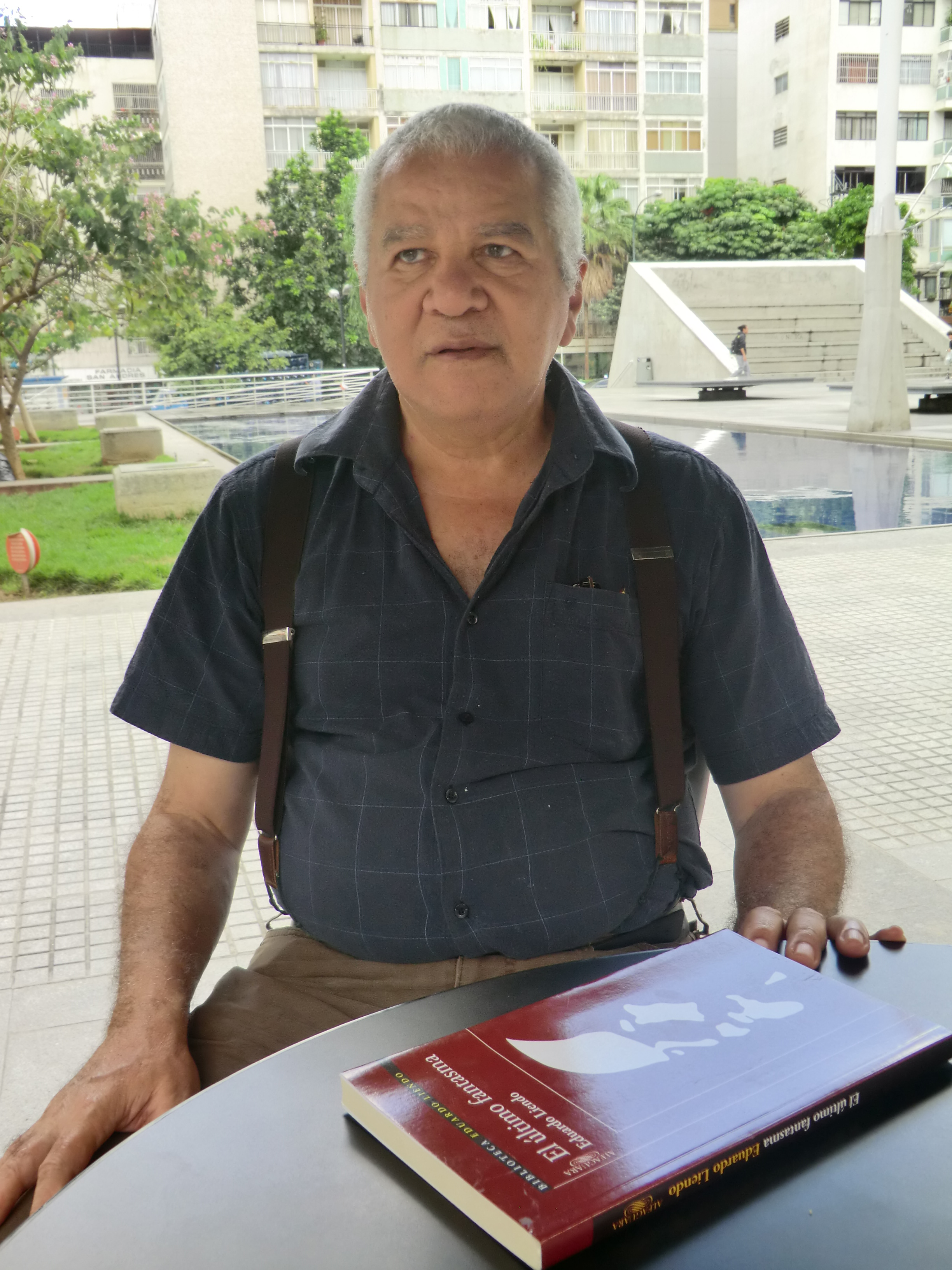
Eduardo Liendo (2013)

Eduardo Liendo Zurita (* 12. Januar 1941 in Caracas, Venezuela; † 3. Juli 2025 ebenda) war ein venezolanischer Prosa-Schriftsteller und Bibliothekar. In Anerkennung seines Werks schuf der renommierte Verlag Alfaguara 2007 die Biblioteca Eduardo Liendo, eine Sammlung seiner wichtigsten Werke. Der Autor war auch Jury-Mitglied bei der Vergabe des internationalen Premio Rómulo Gallegos sowie mehrerer lateinamerikanischer Literaturpreise.

## Leben
Von 1962 bis 1967 war Liendo politischer Gefangener. Danach war er unter anderem von 1976 bis 2001 als Bibliothekar an der Venezolanischen Nationalbibliothek beschäftigt. Parallel betätigte er sich als Dozent an der Universidad Católica Andrés Bello.

## Werke (Auswahl)
- El mago de la cara de vidrio (1973)
- Mascarada (1978)
- Si yo fuera Pedro Infante (1989)
- El último fantasma (2008)
- Contigo en la distancia (2014)
- Doy por vivido todo lo soñado (2024)

## Auszeichnungen
- Venezolanischer Staatspreis für Literatur (1990)
- Literaturpreis der Stadt Caracas (1985 und 2002)